# Djuphavsborrning
Djuphavsborrning är, enligt amerikanska myndigheter, oljeborrning till havs på djup över 500 feet (152.4m).
Industrin kan göra andra bedömningar av vad som är djuphavsborrning och någon internationellt överenskommen definition, som accepteras av alla, finns inte. Ibland definieras djupt som över 400 meter, medan över 1500 meter anses som extremt djup. 

Under de senaste åren har oljeindustrin gett sig ut på allt djupare vatten, som en följd av att den lättillgängliga oljan är på väg att minska. Shells Perdidofält i Mexikanska bukten ligger på 2400 meters havsdjup.
BP:s Macondofält, där riggen Deepwater Horizon exploderade och orsakade det största oljeutsläppet i historien , ligger på 1500 meters djup. Lika djupt har det brittiska oljebolaget Cairn Energy provborrat efter olja utanför Grönlands västkust.
Att borra efter olja på stora djup är betydligt dyrare och den är svårare att få upp än konventionell olja. Det beror bl. a. på att på stora djup är trycket extremt högt. Det gör också att risken för olyckor ökar.
Efter oljeutsläppet i Mexikanska golfen 2010 stoppade USA alla nya djuphavsborrningar temporärt. Även Norge införde ett moratorium mot nya djuphavsborrningar till dess att orsaken till olyckan i Mexikanska golfen hade utretts. EU:s energikommissionär, Gunther Oettinger, uppmanade de enskilda medlemsländerna att införa motsvarande förbud. 

Ett halvår senare hävde Obama-administrationen USA:s moratorium.